# Магнус Ваза
Магнус Ваза (25 июля 1542 — 26 июня 1595) — шведский принц, герцог Эстергётландский с 1555 года. Третий сын короля Швеции Густава I и его второй жены Маргариты Лейонхувуд.

## Биография
Магнус был единственным из сыновей короля Густава, за исключением Карла и Стена, которые умерли в младенчестве, которые не стали королями Швеции. В 1555 году он стал герцогом Эстергётландским и поселился в Вадстенском замке.
Магнус страдал психическим заболеванием. Первые признаки болезни проявились в 1563 году и в конце концов стали постоянными. В 1574 году ответственность за его владения взял на себя его брат, король Юхан III, который управлял ими в качестве регента брата из-за его психического состояния. Меньшая их часть была предоставлена их другому брату, Карлу.
Магнус никогда не был женат, однако признал трёх дочерей:
- Лукреция Магнусдоттер Юлленъельм (1562—1624) от Вальборги Эриксдоттер
- Хелена Магнусдоттер Юлленъельм (1572—1630) от Анны фон Хаубитц
- Виргиния Магнусдоттер Юлленъельм от неизвестной женщины

Магнус умер в поместье Кунгсбро, недалеко от Линчёпинга в 1595 году и был похоронен в церкви монастыря Бригиттского ордена в Вадстене.